# Е-1А № 5
Е-1А № 5 — советская автоматическая межпланетная станция для изучения Луны и космического пространства.
18 июня 1959 года осуществлён пуск ракеты-носителя «Восток-Л», которая должна была вывести на траекторию полёта к Луне АМС «Луна». Предполагалось достижение станцией поверхности Луны. Из-за аварии ракеты-носителя «Восток-Л» пуск закончился неудачей — на 153 секунде полета по команде гирогоризонта выключился двигатель. Ракета упала в 841 км от места старта.